# 海洋学报
《海洋学报》，是中国海洋学会的旗舰学术期刊，分为中文版《海洋学报》和英文版（英語：Acta Oceanologia Sinica），各自独立出刊。其英文版入选中国最具国际学术影响力的学术期刊；中文版入选中国国际影响力优秀学术期刊  。该刊由中国科学技术协会主管、海洋出版社出版，编辑部位于北京国家海洋局院内。登载在刊物中英版的研究论文都需要通过"双盲"(作者与审稿人对对方信息互不可见)同行评审方能发表。

## 编委会
《海洋学报》中文版于1979年创刊。现任主编是中国工程院院士、国家海洋局第二海洋研究所潘德炉研究员。现任编委会有66人，超过1/4的编委为中国科学院院士或中国工程院院士（共19人）。刊物历任主编依次为国家海洋局原局长罗钰如，中国科学院院士苏纪兰研究员，中国科学院院士巢纪平研究员。
《海洋学报》英文版《Acta Oceanologia Sinica》于1982年创刊，现任主编是潘德炉院士。编委会由来自中国大陆，香港，台湾，澳大利亚，美国，加拿大等国家和地区的76名专家学者组成，其中超过1/5的编委为中国科学院或中国工程院院士（共20人）。

## 荣誉
《海洋学报》英文版连续四年(2013-2016年)被评为“中国最具国际学术影响力期刊”。中文版连续4年（2013-2016年）被评为“中国国际影响力优秀学术期刊”。 该评选由遴选原则是统计中国科技学术期刊在全球近九千种所有科学引文索引(SCI)收录期刊中被引用的情况(即国际他引总被引频次和国际他引影响因子)。科技期刊中排序的前百分之五(top 5%)者获得“中国最具国际影响力学术期刊”称号。排序在前百分之五至十(top5%—10%)的期刊获得“中国国际影响力优秀学术期刊”称号。 
《海洋学报》中文版于2016年入选科技部中国科学技术信息研究所“百种中国学术期刊”。《海洋学报》是我国唯一入选的海洋科技期刊。该称号评选根据二十余项期刊计量指标综合评定而来，代表了中国科技期刊的最高水平。
根据《2015年版中国科技期刊引证报告（核心版）》，《海洋学报》综合排名在海洋学科期刊中稳居榜首。

## 外部連結
- 官方网站